# Utricularia reticulata
Utricularia reticulata — вид рослин із родини пухирникових (Lentibulariaceae).

## Біоморфологічна характеристика
Має численні вузьколінійно-довгасті листки 1–2 см завдовжки. Стебла прямовисні 15–50 см, тонкі, двійчасті. Квітки розташовані на верхній частині суцвіття. Синювато-пурпурні квітки двогубі. Більша губа, 1.2–1.6 см, має сітчасті темні прожилки й світлий центр. Конічна пряма шпора у довжину 6 мм. Цвітіння: вересень — жовтень.

## Середовище проживання
Є ендеміком Індії та Шрі-Ланки. Він широко поширений у всьому своєму ареалі.
Цей вид росте на заболочених ділянках в сонячних умовах. Великі популяції спостерігаються на латеритних та інших скелястих плато в його ареалі. Він також росте у вторинних місцях проживання, таких як перелоги, рисові поля; на висотах від 0 до 750 метрів.

## Використання
Рослини локально використовуються в декоративних цілях, але це незначний вплив на популяції.